# HMS Nottingham (könnyűcirkáló)
A HMS Nottingham a Brit Királyi Haditengerészet egyik Town-osztályú könnyűcirkálója volt. A cirkáló vízre bocsátására 1913-ban, hadrendbe állítására pedig 1914-ben került sor. A Birmingham-alosztály többi egységéhez hasonlóan a Nottingham is 5440 tonna vízkiszorítású, 131 méter hosszú, 50 mm-es páncélzattal ellátott hajó, melyen kilenc darab 152 mm-es és egy darab 76 mm-es ágyú, valamint két darab 533 mm-es torpedóvető cső található. Ez volt az ötödik hajó, ami a HMS Nottingham nevet viselte.
A hajót az 1914. augusztus 24-én megvívott helgolandi csatában esett át a tűzkeresztségen, ahol további hét könnyűcirkálóval, valamint rombolókkal és tengeralattjárókkal együtt harcolt. A brit hajók azt a feladatot kapták, hogy üssenek rajta a Helgoland közelében járőröző német könnyűcirkálókon.
A Nottingham részt vett a december 16-i hadműveletekben, mikor Yorkshire-t érte német támadás, majd nem sokkal később jelen volt az 1915. január 23-án sorra kerülő doggerbanki csatában. Az 1916. május 31-június 1-ei skagerraki csatában a hajó már a 2. könnyűcirkáló raj tagjaként vett részt. Két és fél hónappal később ez az egység is kifutott a német flotta 1916. augusztus 19-ei előretörésére reagálva. Reggel 8 órakor (KEI), mikor a Firth of Forth-tól 193 km-re délkeletre tartózkodott, a Nottingham két torpedótalálatot kapott a német U-52 tengeralattjárótól, majd 25 perc elteltével újabb találat érte. Reggel 9 óra 10 perckor a hajó elsüllyedt, legénységének 38 tagja veszítette életét.
1993-ban Emden városában a Német Szövetségi Haditengerészet tengernagya, Otto H. Ciliax a jóindulat és a megbékélés jeleként a hatodik HMS Nottingham romboló  parancsnokának átadta a cirkáló egyik csónakjának jelvényét a hajó zászlajával együtt. A tengernagy nagyapja, Otto Ciliax az U-52 egyik tisztje volt és a túlélők kimentése közben tett szert ezekre a jelvényekre, melyeket az átadás után a Nottingham romboló kapitányának kabinjában helyeztek el. A rombolót azóta kivonták a szolgálatból.